# Adaílton José dos Santos Filho
Adaílton José dos Santos Filho (Salvador, 16 april 1983) - alias Adaílton - is een Braziliaans voetballer die bij voorkeur als centrale verdediger speelt. Hij verruilde in 2015 EC Bahia voor Chicago Fire. Hij heeft gedurende zijn carrière in Brazilië, Frankrijk, Uruguay, Zwitserland, China en de Verenigde Staten gespeeld.

## Clubcarrière
Adaílton stroomde via de jeugdopleiding door naar het eerste team van Vitória. In 2004 tekende hij bij het Franse Stade Rennais. Daar speelde hij in tweeënveertig competitiewedstrijden. Na een korte periode bij het Uruguayaanse Central Español keerde hij in 2007 terug in Brazilië, waar hij tekende voor Santos FC. Met Santos won hij in 2007 de Campeonato Paulista. In februari van 2010 tekende hij bij het Zwitserse FC Sion. Daar won hij in het seizoen 2010–2011 de Swiss Cup. Hij verliet de club in de zomer van 2012 om te tekenen bij het Chinese Henan Jianye FC. Henan Jianye degradeerde aan het einde van het seizoen echter en Adaílton keerde terug bij FC Sion. Na een huurperiode bij FC Chiasso keerde hij in 2014 opnieuw terug in Brazilië. Dit keer tekende hij bij Bahia. Na een halfjaar bij de club te hebben gespeeld, tekende hij op 30 december 2014 bij Chicago Fire Soccer Club. Op 29 maart 2015 maakte hij tegen Philadelphia Union zijn eerste doelpunt voor Chicago. De wedstrijd werd uiteindelijk met 1–0 gewonnen door Chicago.